# Bank of America

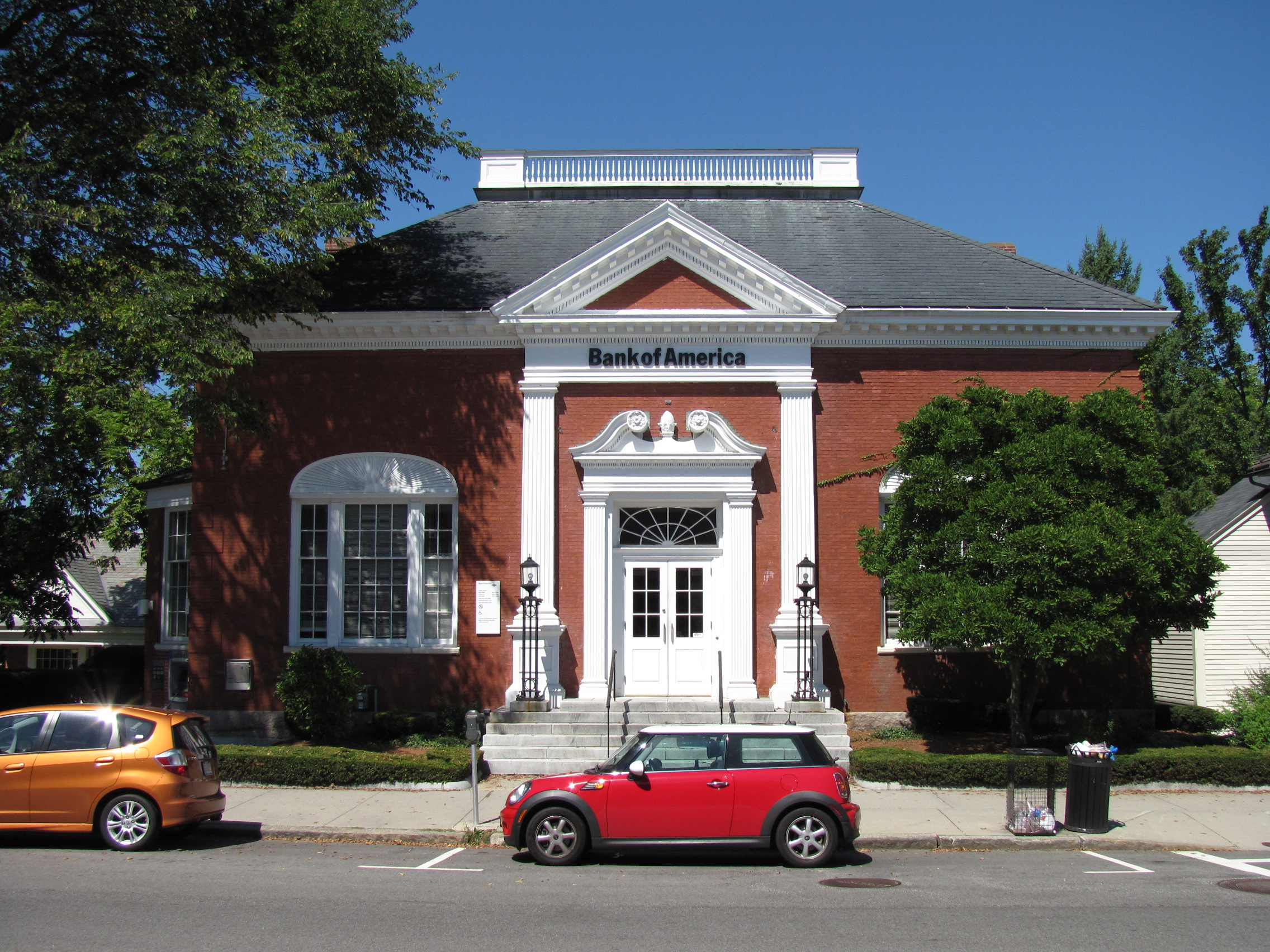

Bank of America este cea mai mare bancă din Statele Unite ale Americii cu o cifră de afaceri de peste 117 miliarde $ și un profit de 21,13 miliarde $ în 2006.
În anul 2008, compania a cumpărat banca Merrill Lynch, cea mai mare companie de brokeraj din lume, pentru suma de 44 miliarde USD.
În anul 2008, Bank of America a beneficiat de 20 miliarde dolari, bani primiți de la guvernul SUA, în cadrul programului de salvare a sistemului financiar.
La sfârșitul anului 2008, valoarea totală a activelor companiei era de 1,8 trilioane USD.
Număr de angajați în 2008: 308.000
Cifra de afaceri:
- 2008: 73,9 miliarde USD[7]
- 2007: 68,5 miliarde dolari[7]

Venit net:
- 2008: 4 miliarde dolari[7]
- 2007: 14,9 miliarde dolari[7]